# Bahnstrecke Lyon–Genève
| Zug bei Fort l’Écluse |                                                                                  | | |
| Verlauf der Bahnstrecke Lyon–Genève |                                                                                  | | |
| Streckennummer (BAV): | 151 (Genève St-Jean–La Plaine-Frontière)                                         | | |
| Streckennummer (SNCF): | 890 000                                                                          | | |
| Fahrplanfeld: | 152 (Genève St-Jean–La Plaine)                                                   | | |
| Kursbuchstrecke (SNCF): | 510 (Ambérieu–Genève) 594 (Lyon–Ambérieu)                                        | | |
| Streckenlänge: | 167,6 km                                                                         | | |
| Spurweite: | 1435 mm (Normalspur)                                                             | | |
| Stromsystem: | bis 15. Juli 2014: 1,5 kV = seit 24. August 2014 Lyon–Bellegarde sur Valserine = | | |
| Stromsystem: | seit 24. August 2014: 25 kV, 50 Hz Bellegarde–Genf ~                             | | |
| Zweigleisigkeit: | Lyon–Châtelaine                                                                  | | |
| |                                                                                  | | |
| \| \| \| Bahnstrecke Paris–Marseille von Paris \| \| \| \| 0,000 \| Lyon-Perrache (Keilbahnhof) \| 174 m \| \| \| \| Bahnstrecke Veneux-les-Sablons–Lyon n. Veneux \| \| \| \| 0,304 \| (A 7; 30 m) \| (A 7; 30 m) \| \| \| 0,431 \| (Rhone; 217 m) \| (Rhone; 217 m) \| \| \| \| Lyon-Jean Macé \| \| \| \| 1,616 \| Lyon-Guillotière \| Lyon-Guillotière \| \| \| \| Bahnstrecke Paris–Marseille nach Marseille \| \| \| \| \| \| \| \| \| \| Chemin de fer de l’Est de Lyon von Montalieu-Vercieu \| \| \| \| 5,010 \| Lyon-Part-Dieu \| 171 m \| \| \| 5,743 \| Lyon-Brotteaux \| 172 m \| \| \| \| \| \| \| \| 8,095 \| (Rhone; 272 m) \| (Rhone; 272 m) \| \| \| \| \| \| \| \| 8,120 \| Abzweigung nach Collonges-Fontaines und n. Bourg-en-Bresse \| Abzweigung nach Collonges-Fontaines und n. Bourg-en-Bresse \| \| \| \| \| \| \| \| 8,415 \| Lyon-Saint-Clair (Keilbahnhof) \| 176 m \| \| \| \| \| \| \| \| \| Bahnstrecke Collonges-Fontaines–Lyon n. Collonges u. Bahnstrecke Lyon-Saint-Clair–Bourg-en-Bresse n. Bourg \| \| \| \| \| \| \| \| \| 11,268 \| Crépieux-la-Pape \| 172 m \| \| \| 13,400 \| A 46 \| A 46 \| \| \| \| Départementsgrenze Rhône–Ain \| \| \| \| 14,681 \| Neyron \| 174 m \| \| \| 16,616 \| Miribel \| 176 m \| \| \| 18,501 \| Saint-Maurice-de-Beynost \| 179 m \| \| \| 20,966 \| Beynost \| 181 m \| \| \| 22,000 \| Viaduc de la Côtière (LGV Rhône-Alpes) \| Viaduc de la Côtière (LGV Rhône-Alpes) \| \| \| 23,179 \| La Boisse \| 186 m \| \| \| 25,195 \| Montluel \| 198 m \| \| \| 27,256 \| A 42 \| A 42 \| \| \| 30,464 \| La Valbonne \| 203 m \| \| \| 32,862 \| A 42 \| A 42 \| \| \| 38,393 \| Meximieux – Pérouges \| 218 m \| \| \| 41,968 \| Villieux – Loyes \| 222 m \| \| \| 42,642 \| (Ain;173 m) \| (Ain;173 m) \| \| \| \| von ZI Plaine de l’Ain \| \| \| \| 46,511 \| Leyment \| 231 m \| \| \| 49,639 \| Abzweigung von ZI Plaine d’Ain \| Abzweigung von ZI Plaine d’Ain \| \| \| 50,663 \| (Albarine; 28 m) \| (Albarine; 28 m) \| \| \| 51,227 \| Bahnstrecke Ambérieu–Montalieu-Vercieu v. Montalieu \| Bahnstrecke Ambérieu–Montalieu-Vercieu v. Montalieu \| \| \| 51,453 \| Ambérieu \| 247 m \| \| \| 52,500 \| Bahnstrecke Mâcon–Ambérieu nach Mâcon \| Bahnstrecke Mâcon–Ambérieu nach Mâcon \| \| \| 57,199 \| Torcieu \| 267 m \| \| \| 57,906 \| (Albarine; 32 m) \| (Albarine; 32 m) \| \| \| 62,677 \| Saint-Rambert-en-Bugey \| 289 m \| \| \| 69,330 \| Tenay – Hauteville (325m) \| Tenay – Hauteville (325m) \| \| \| 76,254 \| La Burbanche \| 359 m \| \| \| 79,206 \| (Furans; 5 m) \| (Furans; 5 m) \| \| \| 79,670 \| (Furans; 7 m) \| (Furans; 7 m) \| \| \| 83,122 \| Rossillon \| 330 m \| \| \| 83,517 \| (Furans; 12 m) \| (Furans; 12 m) \| \| \| 86,552 \| Tunnel de Pugieu (662 m) \| Tunnel de Pugieu (662 m) \| \| \| \| Bahnstrecke Pressins–Virieu-le-Grand von Pressins \| \| \| \| 89,817 \| Virieu-le-Grand – Belley \| 267 m \| \| \| 93,377 \| Artemare – Saint-Martin \| 258 m \| \| \| 95,378 \| (Séran; 22 m) \| (Séran; 22 m) \| \| \| 101,845 \| Abzweigung nach Modane \| Abzweigung nach Modane \| \| \| 101,355 \| Culoz \| 237 m \| \| \| \| Bahnstrecke Culoz–Modane nach Modane \| \| \| \| 101,900 \| Racc. de Culoz \| Racc. de Culoz \| \| \| 110,400 \| Anglefort \| 249 m \| \| \| 116,197 \| Seyssel – Corbonod \| 258 m \| \| \| 122,937 \| Pyrimont – Chanay (291m) \| Pyrimont – Chanay (291m) \| \| \| 123,332 \| Tunnel de Surjoux (153 m) \| Tunnel de Surjoux (153 m) \| \| \| 125,335 \| Tunnel de Bognes (518 m) \| Tunnel de Bognes (518 m) \| \| \| 123,703 \| (Vézeronce; 53 m) \| (Vézeronce; 53 m) \| \| \| 127,298 \| Génissiat \| 338 m \| \| \| 127,434 \| Tunnel de Génissiat (893 m) \| Tunnel de Génissiat (893 m) \| \| \| 128,625 \| Tunnel du Paradis (1060 m) \| Tunnel du Paradis (1060 m) \| \| \| \| \| \| \| \| 134,252 \| Bellegarde (bis 2010) \| Bellegarde (bis 2010) \| \| \| \| \| \| \| \| \| Bahnstrecke Bourg-en-Bresse–Bellegarde von Bourg-en-Bresse \| \| \| \| \| \| \| \| \| 134,435 \| Bellegarde (Ain) Endpunkt L 6 \| 372 m \| \| \| 134,633 \| \| \| \| \| 134,692 \| (Valserine; 138 m) \| (Valserine; 138 m) \| \| \| 135,291 \| Tunnel du Cret-d’Eau (4.008 m) \| Tunnel du Cret-d’Eau (4.008 m) \| \| \| 139,428 \| Abzweigung nach Évian-les-Bains \| Abzweigung nach Évian-les-Bains \| \| \| 139,802 \| Longeray – Léaz (Keilbahnhof) \| 385 m \| \| \| \| Bahnstrecke Léaz–Saint-Gingolph nach Évian-les-Bains \| \| \| \| 141,505 \| Tunnel de la Folie (140 m) \| Tunnel de la Folie (140 m) \| \| \| 142,544 \| Fort-l’Écluse – Collonges \| 356 m \| \| \| 142,628 \| Bahnstrecke Collonges–Divonne-les-Bains n. Divonne \| Bahnstrecke Collonges–Divonne-les-Bains n. Divonne \| \| \| 147,814 \| Pougny – Chancy \| 356 m \| \| \| 152,34575,6 \| (Staatsgrenze Frankreich–Schweiz) \| (Staatsgrenze Frankreich–Schweiz) \| \| \| 74,8 \| La Plaine Endpunkt L 5 \| 366 m ü. M. \| \| \| 72,8 \| Russin \| 378 m ü. M. \| \| \| 69,4 \| Satigny \| 415 m ü. M. \| \| \| 68,6 \| Bourdigny † 1994 \| 413 m ü. M. \| \| \| 67,0 \| Zimeysa \| 429 m ü. M. \| \| \| 66,1 \| Meyrin \| 413 m ü. M. \| \| \| 64,7 \| Vernier \| 429 m ü. M. \| \| \| \| Bahnstrecke Lausanne–Genf von Genève Aéroport \| \| \| \| 64,0 \| Châtelaine ab hier SNCF-Strecke eingleisig \| Châtelaine ab hier SNCF-Strecke eingleisig \| \| \| \| Saut-de-Mouton-Tunnel (1729 m) \| \| \| \| \| nach Annemasse \| \| \| \| \| \| \| \| \| \| Tagbautunnel St-Jean (843 m) \| \| \| \| \| von Annemasse \| \| \| \| \| \| \| \| \| 167,660,3 \| Genève-Cornavin Endpunkt L 5 L 6 \| 392 m ü. M. \| \| \| \| Bahnstrecke Lausanne–Genf nach Lausanne \| \| |                                                                                  | | |
| Strecke |                                                                                  | Bahnstrecke Paris–Marseille von Paris                                                                      | Bahnstrecke Paris–Marseille von Paris                                                                      |
| Bahnhof | 0,000                                                                            | Lyon-Perrache (Keilbahnhof)                                                                                | 174 m |
| Abzweig geradeaus und nach rechts |                                                                                  | Bahnstrecke Veneux-les-Sablons–Lyon n. Veneux                                                              | Bahnstrecke Veneux-les-Sablons–Lyon n. Veneux                                                              |
| Brücke | 0,304                                                                            | (A 7; 30 m)                                                                                                | (A 7; 30 m)                                                                                                |
| Brücke über Wasserlauf | 0,431                                                                            | (Rhone; 217 m)                                                                                             | (Rhone; 217 m)                                                                                             |
| Bahnhof |                                                                                  | Lyon-Jean Macé                                                                                             | Lyon-Jean Macé                                                                                             |
| Dienststation / Betriebs- oder Güterbahnhof | 1,616                                                                            | Lyon-Guillotière                                                                                           | Lyon-Guillotière                                                                                           |
| Abzweig geradeaus, nach rechts und von rechts |                                                                                  | Bahnstrecke Paris–Marseille nach Marseille                                                                 | Bahnstrecke Paris–Marseille nach Marseille                                                                 |
| Überleitstelle / Spurwechsel |                                                                                  | | |
| Abzweig geradeaus und ehemals von rechts |                                                                                  | Chemin de fer de l’Est de Lyon von Montalieu-Vercieu                                                       | Chemin de fer de l’Est de Lyon von Montalieu-Vercieu                                                       |
| Bahnhof | 5,010                                                                            | Lyon-Part-Dieu                                                                                             | 171 m |
| ehemaliger Bahnhof | 5,743                                                                            | Lyon-Brotteaux                                                                                             | 172 m |
| Überleitstelle / Spurwechsel |                                                                                  | | |
| Brücke über Wasserlauf | 8,095                                                                            | (Rhone; 272 m)                                                                                             | (Rhone; 272 m)                                                                                             |
| |                                                                                  | | |
| Blockstelle | 8,120                                                                            | Abzweigung nach Collonges-Fontaines und n. Bourg-en-Bresse                                                 | Abzweigung nach Collonges-Fontaines und n. Bourg-en-Bresse                                                 |
| |                                                                                  | | |
| ehemaliger Bahnhof | 8,415                                                                            | Lyon-Saint-Clair (Keilbahnhof)                                                                             | 176 m |
| |                                                                                  | | |
| Abzweig geradeaus und nach links |                                                                                  | Bahnstrecke Collonges-Fontaines–Lyon n. Collonges u. Bahnstrecke Lyon-Saint-Clair–Bourg-en-Bresse n. Bourg | Bahnstrecke Collonges-Fontaines–Lyon n. Collonges u. Bahnstrecke Lyon-Saint-Clair–Bourg-en-Bresse n. Bourg |
| |                                                                                  | | |
| Haltepunkt / Haltestelle | 11,268                                                                           | Crépieux-la-Pape                                                                                           | 172 m |
| Strecke mit Straßenbrücke | 13,400                                                                           | A 46 | A 46 |
| ehemalige Grenze |                                                                                  | Départementsgrenze Rhône–Ain                                                                               | Départementsgrenze Rhône–Ain                                                                               |
| ehemaliger Haltepunkt / Haltestelle | 14,681                                                                           | Neyron | 174 m |
| Bahnhof | 16,616                                                                           | Miribel | 176 m |
| Bahnhof | 18,501                                                                           | Saint-Maurice-de-Beynost                                                                                   | 179 m |
| Bahnhof | 20,966                                                                           | Beynost | 181 m |
| Kreuzung geradeaus unten | 22,000                                                                           | Viaduc de la Côtière (LGV Rhône-Alpes)                                                                     | Viaduc de la Côtière (LGV Rhône-Alpes)                                                                     |
| Haltepunkt / Haltestelle | 23,179                                                                           | La Boisse                                                                                                  | 186 m |
| Bahnhof | 25,195                                                                           | Montluel                                                                                                   | 198 m |
| Strecke mit Straßenbrücke | 27,256                                                                           | A 42 | A 42 |
| Bahnhof | 30,464                                                                           | La Valbonne                                                                                                | 203 m |
| Strecke mit Straßenbrücke | 32,862                                                                           | A 42 | A 42 |
| Bahnhof | 38,393                                                                           | Meximieux – Pérouges                                                                                       | 218 m |
| Bahnhof | 41,968                                                                           | Villieux – Loyes                                                                                           | 222 m |
| Brücke über Wasserlauf | 42,642                                                                           | (Ain;173 m)                                                                                                | (Ain;173 m)                                                                                                |
| Strecke von rechts und von halblinks |                                                                                  | von ZI Plaine de l’Ain                                                                                     | von ZI Plaine de l’Ain                                                                                     |
| Dienststation / Betriebs- oder Güterbahnhof Streckenende | 46,511                                                                           | Leyment | 231 m |
| | 49,639                                                                           | Abzweigung von ZI Plaine d’Ain                                                                             | Abzweigung von ZI Plaine d’Ain                                                                             |
| Brücke über Wasserlauf | 50,663                                                                           | (Albarine; 28 m)                                                                                           | (Albarine; 28 m)                                                                                           |
| Abzweig geradeaus und ehemals von rechts | 51,227                                                                           | Bahnstrecke Ambérieu–Montalieu-Vercieu v. Montalieu                                                        | Bahnstrecke Ambérieu–Montalieu-Vercieu v. Montalieu                                                        |
| Bahnhof | 51,453                                                                           | Ambérieu                                                                                                   | 247 m |
| Abzweig geradeaus, nach links und von links | 52,500                                                                           | Bahnstrecke Mâcon–Ambérieu nach Mâcon                                                                      | Bahnstrecke Mâcon–Ambérieu nach Mâcon                                                                      |
| ehemaliger Bahnhof | 57,199                                                                           | Torcieu | 267 m |
| Brücke über Wasserlauf | 57,906                                                                           | (Albarine; 32 m)                                                                                           | (Albarine; 32 m)                                                                                           |
| Bahnhof | 62,677                                                                           | Saint-Rambert-en-Bugey                                                                                     | 289 m |
| Bahnhof | 69,330                                                                           | Tenay – Hauteville (325m)                                                                                  | Tenay – Hauteville (325m)                                                                                  |
| ehemaliger Bahnhof | 76,254                                                                           | La Burbanche                                                                                               | 359 m |
| Brücke über Wasserlauf | 79,206                                                                           | (Furans; 5 m)                                                                                              | (Furans; 5 m)                                                                                              |
| Brücke über Wasserlauf | 79,670                                                                           | (Furans; 7 m)                                                                                              | (Furans; 7 m)                                                                                              |
| ehemaliger Bahnhof | 83,122                                                                           | Rossillon                                                                                                  | 330 m |
| Brücke über Wasserlauf | 83,517                                                                           | (Furans; 12 m)                                                                                             | (Furans; 12 m)                                                                                             |
| Tunnel | 86,552                                                                           | Tunnel de Pugieu (662 m)                                                                                   | Tunnel de Pugieu (662 m)                                                                                   |
| Abzweig geradeaus und von rechts |                                                                                  | Bahnstrecke Pressins–Virieu-le-Grand von Pressins                                                          | Bahnstrecke Pressins–Virieu-le-Grand von Pressins                                                          |
| Bahnhof | 89,817                                                                           | Virieu-le-Grand – Belley                                                                                   | 267 m |
| ehemaliger Bahnhof | 93,377                                                                           | Artemare – Saint-Martin                                                                                    | 258 m |
| Brücke über Wasserlauf | 95,378                                                                           | (Séran; 22 m)                                                                                              | (Séran; 22 m)                                                                                              |
| Blockstelle | 101,845                                                                          | Abzweigung nach Modane                                                                                     | Abzweigung nach Modane                                                                                     |
| Bahnhof | 101,355                                                                          | Culoz | 237 m |
| Abzweig geradeaus, nach rechts und von rechts |                                                                                  | Bahnstrecke Culoz–Modane nach Modane                                                                       | Bahnstrecke Culoz–Modane nach Modane                                                                       |
| Blockstelle | 101,900                                                                          | Racc. de Culoz                                                                                             | Racc. de Culoz                                                                                             |
| Dienststation / Betriebs- oder Güterbahnhof | 110,400                                                                          | Anglefort                                                                                                  | 249 m |
| Bahnhof | 116,197                                                                          | Seyssel – Corbonod                                                                                         | 258 m |
| ehemaliger Bahnhof | 122,937                                                                          | Pyrimont – Chanay (291m)                                                                                   | Pyrimont – Chanay (291m)                                                                                   |
| Tunnel | 123,332                                                                          | Tunnel de Surjoux (153 m)                                                                                  | Tunnel de Surjoux (153 m)                                                                                  |
| Tunnel | 125,335                                                                          | Tunnel de Bognes (518 m)                                                                                   | Tunnel de Bognes (518 m)                                                                                   |
| Brücke über Wasserlauf | 123,703                                                                          | (Vézeronce; 53 m)                                                                                          | (Vézeronce; 53 m)                                                                                          |
| ehemaliger Bahnhof | 127,298                                                                          | Génissiat                                                                                                  | 338 m |
| Tunnel | 127,434                                                                          | Tunnel de Génissiat (893 m)                                                                                | Tunnel de Génissiat (893 m)                                                                                |
| Tunnel | 128,625                                                                          | Tunnel du Paradis (1060 m)                                                                                 | Tunnel du Paradis (1060 m)                                                                                 |
| |                                                                                  | | |
| Dienststation / Betriebs- oder Güterbahnhof Streckenende | 134,252                                                                          | Bellegarde (bis 2010)                                                                                      | Bellegarde (bis 2010)                                                                                      |
| |                                                                                  | | |
| Strecke ehemals nach links und von links |                                                                                  | Bahnstrecke Bourg-en-Bresse–Bellegarde von Bourg-en-Bresse                                                 | Bahnstrecke Bourg-en-Bresse–Bellegarde von Bourg-en-Bresse                                                 |
| |                                                                                  | | |
| Bahnhof | 134,435                                                                          | Bellegarde (Ain) Endpunkt L 6                                                                              | 372 m |
| | 134,633                                                                          | | |
| Brücke über Wasserlauf | 134,692                                                                          | (Valserine; 138 m)                                                                                         | (Valserine; 138 m)                                                                                         |
| Tunnel | 135,291                                                                          | Tunnel du Cret-d’Eau (4.008 m)                                                                             | Tunnel du Cret-d’Eau (4.008 m)                                                                             |
| | 139,428                                                                          | Abzweigung nach Évian-les-Bains                                                                            | Abzweigung nach Évian-les-Bains                                                                            |
| Dienststation / Betriebs- oder Güterbahnhof | 139,802                                                                          | Longeray – Léaz (Keilbahnhof)                                                                              | 385 m |
| Strecke nach rechts und nach rechts |                                                                                  | Bahnstrecke Léaz–Saint-Gingolph nach Évian-les-Bains                                                       | Bahnstrecke Léaz–Saint-Gingolph nach Évian-les-Bains                                                       |
| Tunnel | 141,505                                                                          | Tunnel de la Folie (140 m)                                                                                 | Tunnel de la Folie (140 m)                                                                                 |
| Dienststation / Betriebs- oder Güterbahnhof | 142,544                                                                          | Fort-l’Écluse – Collonges                                                                                  | 356 m |
| Abzweig geradeaus und ehemals nach links | 142,628                                                                          | Bahnstrecke Collonges–Divonne-les-Bains n. Divonne                                                         | Bahnstrecke Collonges–Divonne-les-Bains n. Divonne                                                         |
| Bahnhof | 147,814                                                                          | Pougny – Chancy                                                                                            | 356 m |
| Grenze | 152,34575,6                                                                      | (Staatsgrenze Frankreich–Schweiz)                                                                          | (Staatsgrenze Frankreich–Schweiz)                                                                          |
| Bahnhof | 74,8                                                                             | La Plaine Endpunkt L 5                                                                                     | 366 m ü. M.                                                                                                |
| Bahnhof | 72,8                                                                             | Russin | 378 m ü. M.                                                                                                |
| Bahnhof | 69,4                                                                             | Satigny | 415 m ü. M.                                                                                                |
| ehemaliger Bahnhof | 68,6                                                                             | Bourdigny † 1994                                                                                           | 413 m ü. M.                                                                                                |
| Bahnhof | 67,0                                                                             | Zimeysa | 429 m ü. M.                                                                                                |
| Bahnhof | 66,1                                                                             | Meyrin | 413 m ü. M.                                                                                                |
| Bahnhof | 64,7                                                                             | Vernier | 429 m ü. M.                                                                                                |
| Strecke · Strecke von links |                                                                                  | Bahnstrecke Lausanne–Genf von Genève Aéroport                                                              | Bahnstrecke Lausanne–Genf von Genève Aéroport                                                              |
| Dienststation / Betriebs- oder Güterbahnhof · Dienststation / Betriebs- oder Güterbahnhof | 64,0                                                                             | Châtelaine ab hier SNCF-Strecke eingleisig                                                                 | Châtelaine ab hier SNCF-Strecke eingleisig                                                                 |
| Tunnelanfang · Strecke |                                                                                  | Saut-de-Mouton-Tunnel (1729 m)                                                                             | Saut-de-Mouton-Tunnel (1729 m)                                                                             |
| Strecke quer · Abzweig geradeaus und nach rechts · Strecke |                                                                                  | nach Annemasse                                                                                             | nach Annemasse                                                                                             |
| Strecke von links · Kreuzung · Strecke nach rechts |                                                                                  | | |
| Tunnelanfang · Strecke |                                                                                  | Tagbautunnel St-Jean (843 m)                                                                               | Tagbautunnel St-Jean (843 m)                                                                               |
| Abzweig geradeaus und von rechts · Strecke |                                                                                  | von Annemasse                                                                                              | von Annemasse                                                                                              |
| Tunnelende · Tunnelende |                                                                                  | | |
| Bahnhof · Bahnhof | 167,660,3                                                                        | Genève-Cornavin Endpunkt L 5 L 6                                                                           | 392 m ü. M.                                                                                                |
| |                                                                                  | Bahnstrecke Lausanne–Genf nach Lausanne                                                                    | |

Die Bahnstrecke Lyon–Genève ist eine grenzüberschreitende Bahnverbindung zwischen Frankreich und der Schweiz. Der französische Streckenabschnitt befindet sich in Besitz der französischen Infrastrukturgesellschaft Réseau ferré de France (RFF), das auf Schweizer Boden liegende Teilstück zwischen La Plaine und Genf gehört den SBB. Die Strecke wird von Zügen des Fern- und Regionalverkehrs befahren. La Plaine–Genf war bis 2014 die einzige Gleichstromstrecke des SBB-Netzes. Heute ist sie mit 25 kV Wechselspannung mit einer Frequenz von 50 Hz elektrifiziert.

## Verlauf

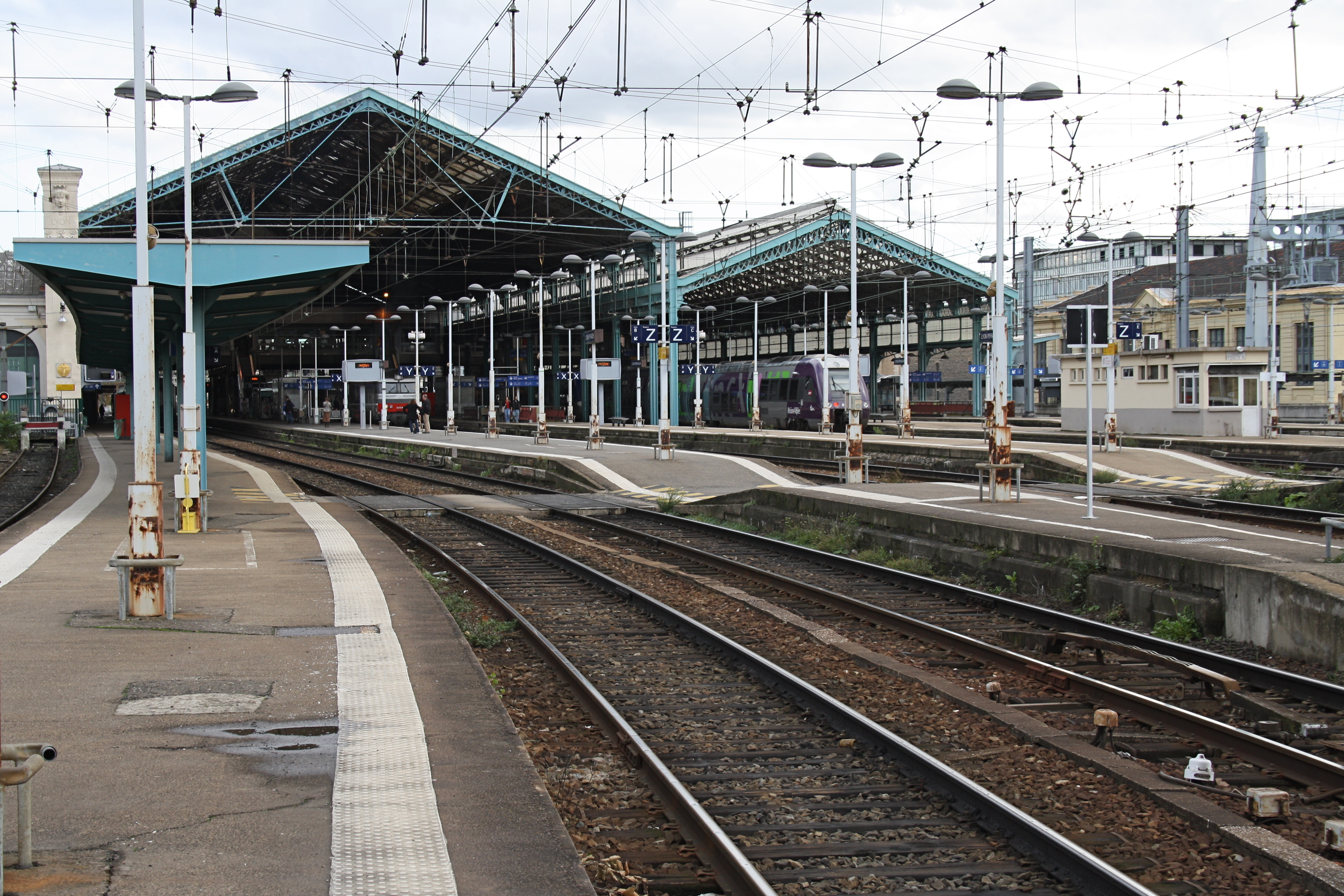
Bahnhof Lyon-Perrache

Die Strecke hat eine Länge von annähernd 170 Kilometern und ist auf ganzer Länge zweigleisig ausgebaut und elektrifiziert.
Sie beginnt am Bahnhof Lyon-Perrache im Rhonetal, umfährt südöstlich das Stadtzentrum via Bahnhof Lyon-Part-Dieu, um sich nordwärts gebündelt mit der Bahnstrecke Lyon-Saint-Clair–Bourg-en-Bresse über die Rhone zu begeben und ab Lyon-Saint-Clair in Richtung Osten auszufädeln. Bis Ambérieu-en-Bugey führt die Bahn geradlinig durch relativ flaches Gelände in geringem Abstand zur Autoroute 42, indem sie der südlichen Abdachung der Dombes (genannt Côtière) zur gemeinsamen Niederung der Rhone und des Ain hin folgt.
Nach Überbrückung des Ain und Passage seines weiten Tals tritt die Trasse bei Amberieu in den Jura, genauer den Bugey, ein. Entlang der Albarine und ihrer zahlreichen Schleifen geht es nun südostwärts bis Tenay, wo in ein durchgehendes Seitental bis zur Wasserscheide zum Furans bei La Burbanche abgebogen wird. Dessen Talfurche folgt die Strecke bloss bis Pugieu, wo nordwärts abgedreht wird, um den Weg nach Culoz im Rhonetal über Virieu-le-Grand abzukürzen. In Culoz zweigt die Bahnstrecke Culoz–Modane Richtung Italien ab.
Im weiteren Verlauf geht es Richtung Norden flussaufwärts an der Rhone den westlichen Talhang entlang bis Bellegarde-sur-Valserine. Hier mündet die Bahnstrecke Bourg-en-Bresse–Bellegarde, weiter geht es im 4 Kilometer langen Tunnel du Cret-d’Eau zur Abkürzung einer Rhoneschleife und dann wieder offen am nördlichen Talhang zur französisch-schweizerischen Grenze bei La Plaine. Im Genfer Stadtgebiet wendet sich die Bahn stärker am rechtsseitigen Talboden von der Rhone ab und endet schliesslich am Genfer Hauptbahnhof (Gare de Cornavin).

## Geschichte

### Streckeneröffnung
Nach einer seit 1830 existierenden Idee bewilligte Napoléon III. am 10. Juni 1853 die Konzession einer Bahnverbindung zwischen Lyon und Genf samt Zweigstrecken nach Mâcon und Bourg-en-Bresse. Die Linie von Ambérieu nach Mâcon ermöglichte eine Verbindung zwischen Paris und Genf mit grossräumiger Umfahrung Lyons. Im selben Jahr wurde für den Zweck des Baus die Compagnie du chemin de fer de Lyon à Genève gegründet, welche 1855 eine Studie über mögliche Bahnhöfe zwischen Ambérieu und der Schweizer Grenze machte und ein mögliches Projekt am 15. Dezember 1855 publizierte. 1854 begannen die Bauarbeiten für den ersten Abschnitt. Am 23. Juni 1856 konnte das erste Teilstück zwischen Lyon-Saint Clair und Ambérieu dem Verkehr übergeben werden. Am 10. Oktober desselben Jahres wurde der Abschnitt Lyon-Guillotière–Lyon-Perrache im Zuge der Eröffnung der Bahnstrecke Paris–Marseille in Betrieb genommen, auch wenn der Bahnhof Perrache erst 1857 eingeweiht wurde. Zum 19. Dezember 1855 fusionierte die Compagnie de Lyon–Genève mit der Compagnie du chemin de fer de Lyon à Méditerranée. Bis zum 7. Mai 1857 wurde die Strecke von Ambérieu ostwärts bis Seyssel verlängert. Am 19. Juli 1857 fusionierte die Compagnie de Lyon–Méditerranée mit der Compagnie du chemin de fer de Paris à Lyon zur Compagnie des chemins de fer de Paris à Lyon et à la Méditerranée (PLM), welche die Strecke offiziell ab 1858 übernahm. Im selben Jahr, am 18. März, ging das Teilstück zwischen Seyssel und Genf in Betrieb. Der Lückenschluss wurde 1859 vollzogen, zunächst am 1. Juni mit der Verlängerung von Saint-Clair nach Lyon-Brotteaux, und dann am 24. November mit der Eröffnung des Schlussstückes Lyon-Brotteaux–Lyon-Guillotière. 1938 ging die PLM in der SNCF auf, welche somit die Strecke übernahm.

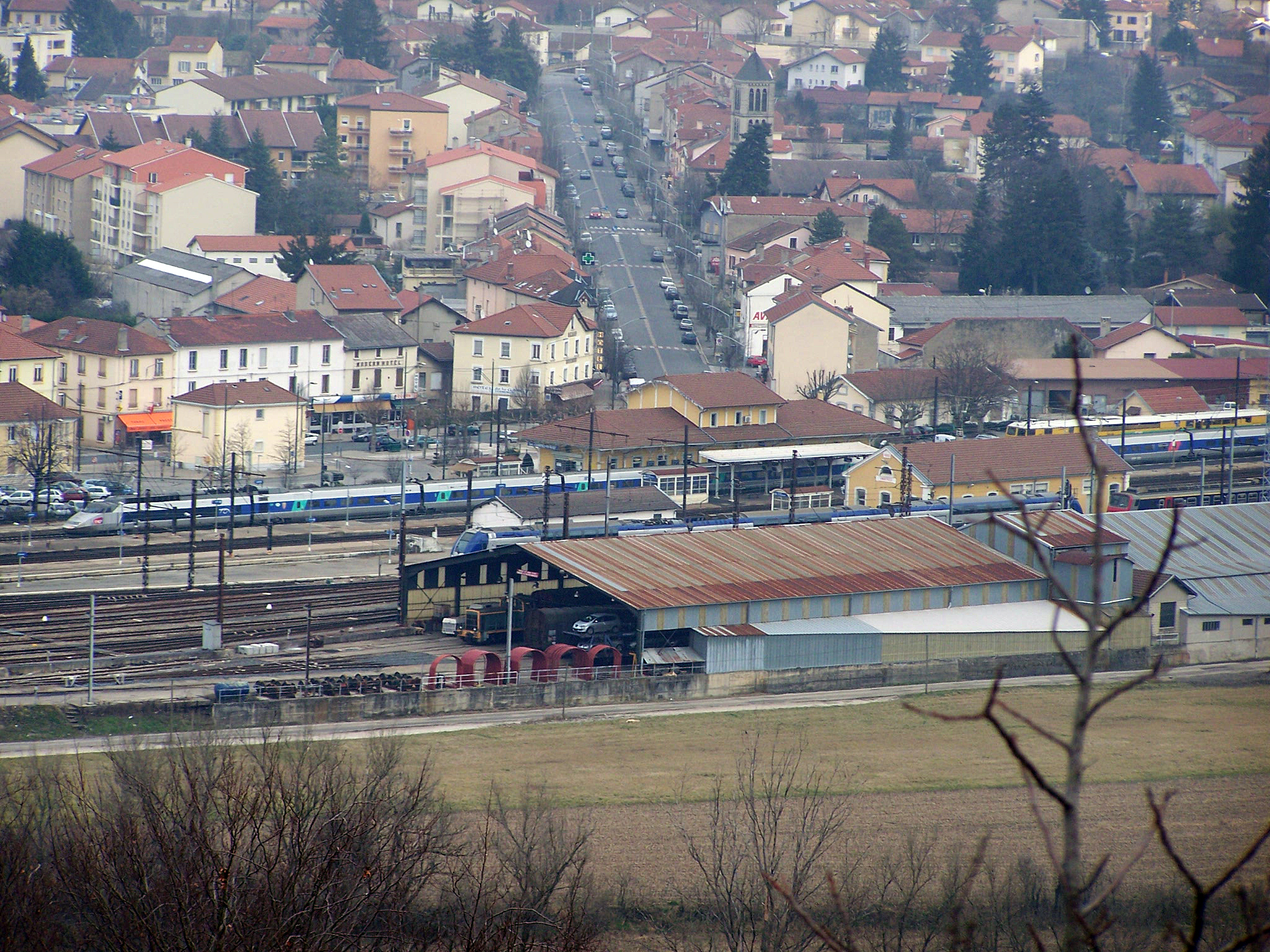
Bahnhof Ambérieu (2009)

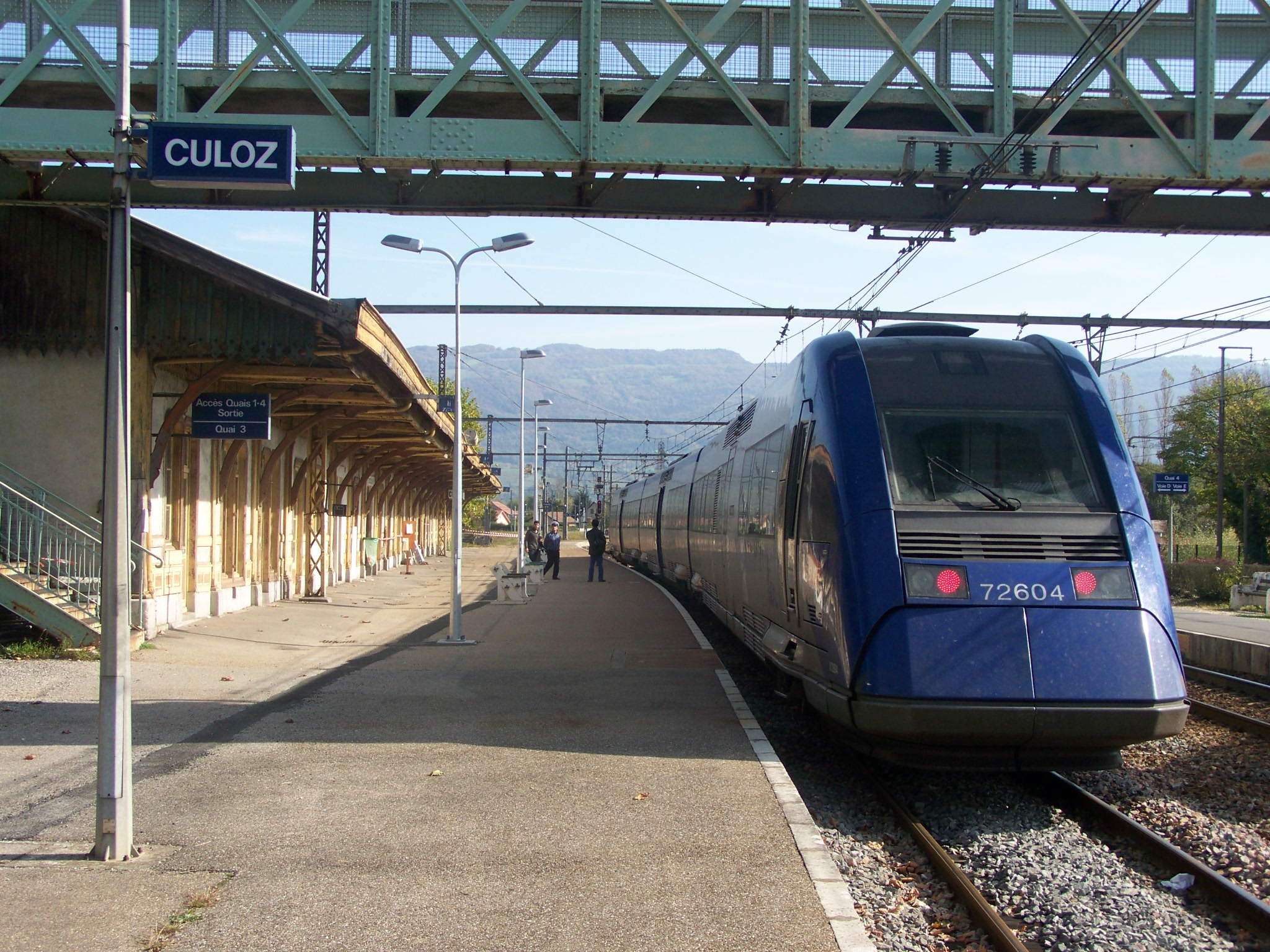
TER in Culoz

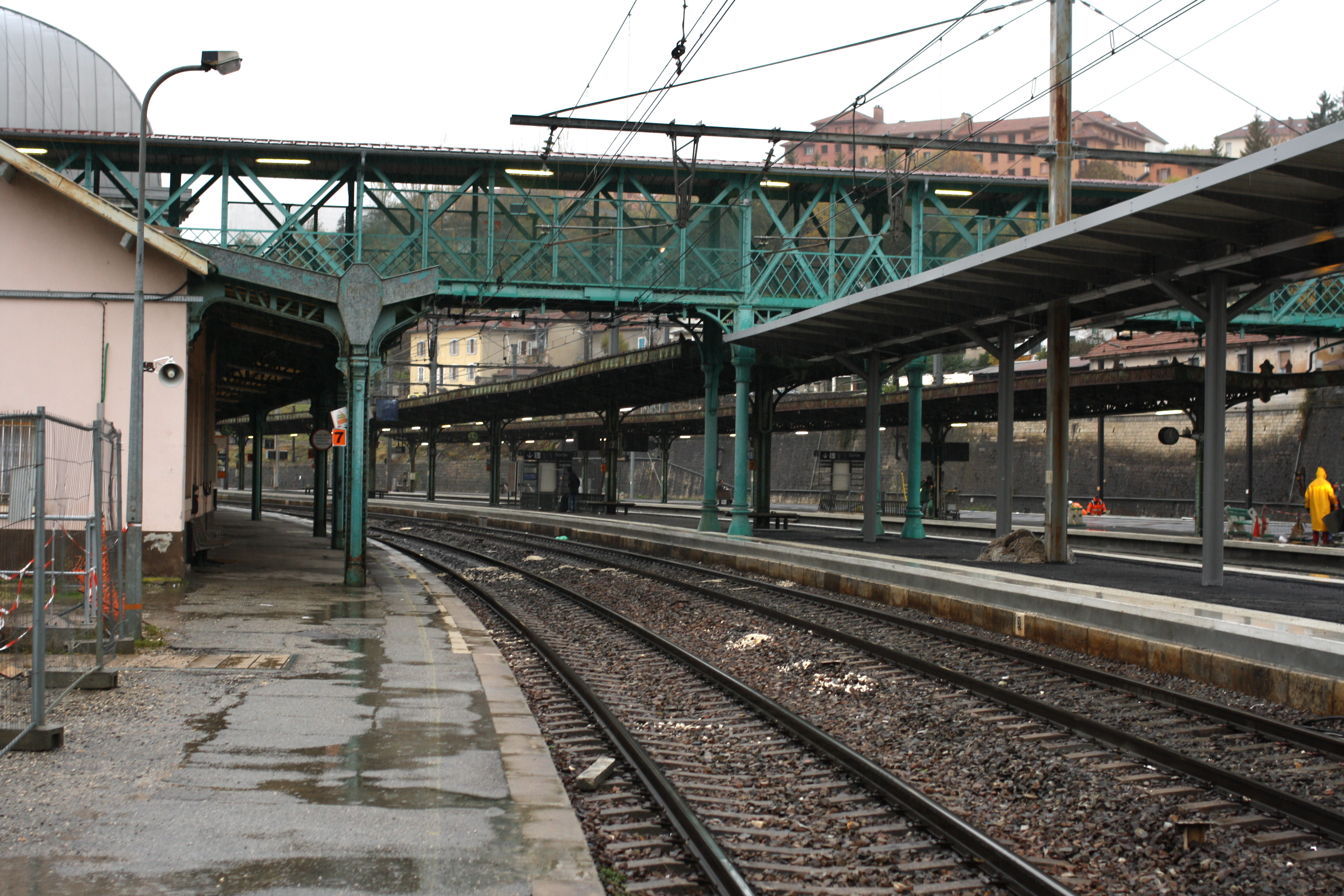
Bahnhof Bellegarde, Reiseverkehrsanlagen vor 2010

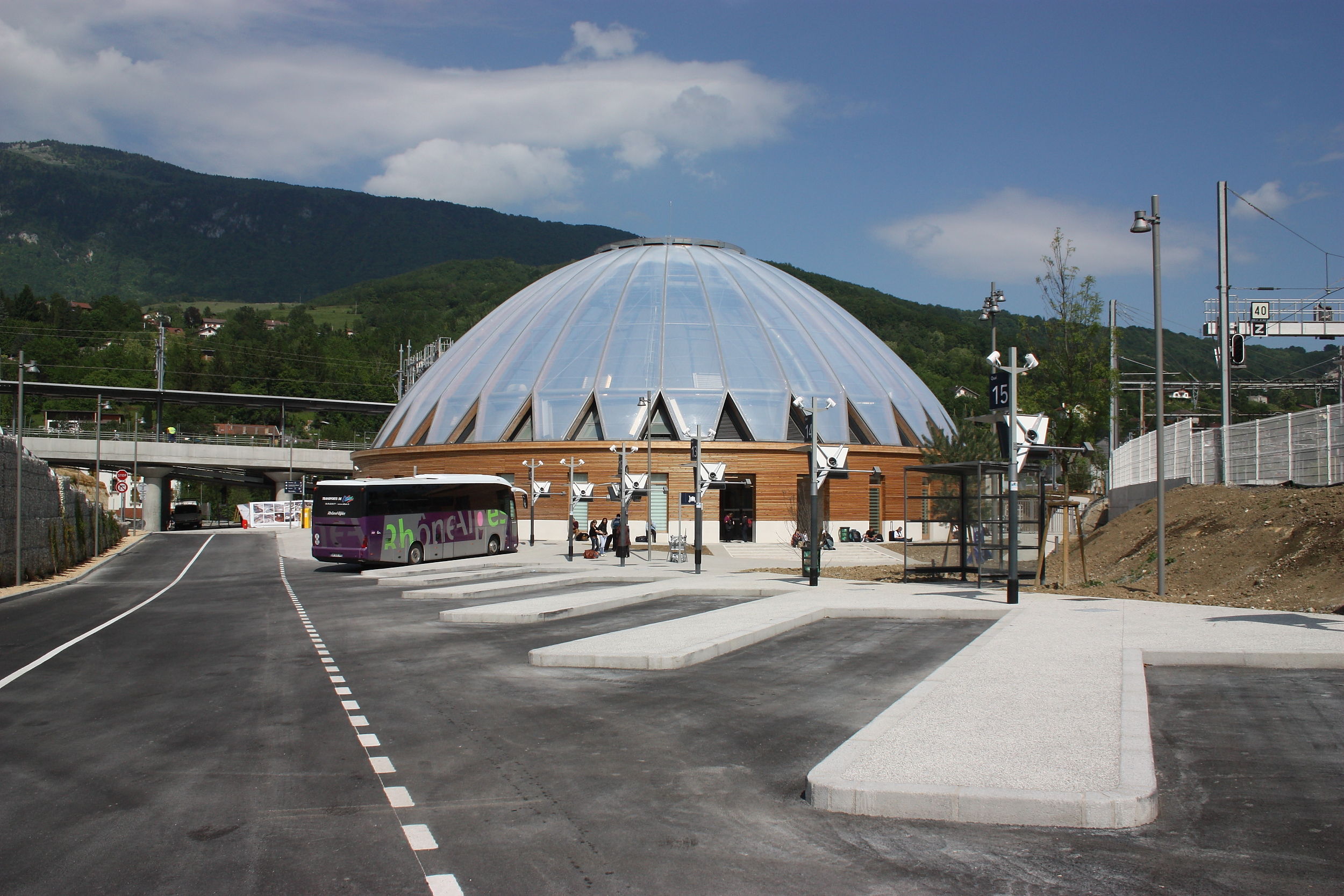
Neues Empfangsgebäude Bellegarde

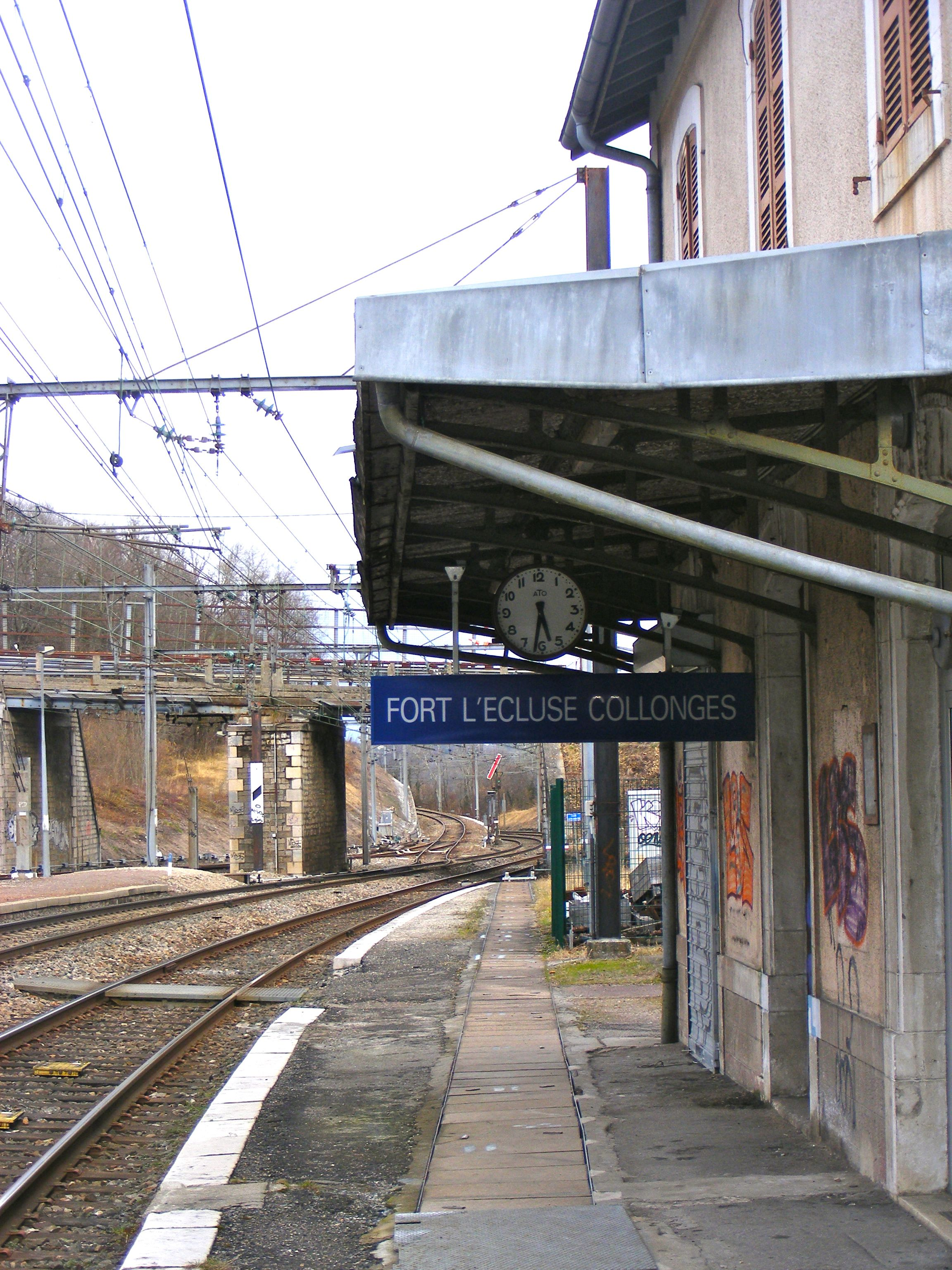
Bahnhof Fort-l’Écluse – Collonges, im Hintergrund die abzweigende Strecke nach Divonne-les-Bains, 2011

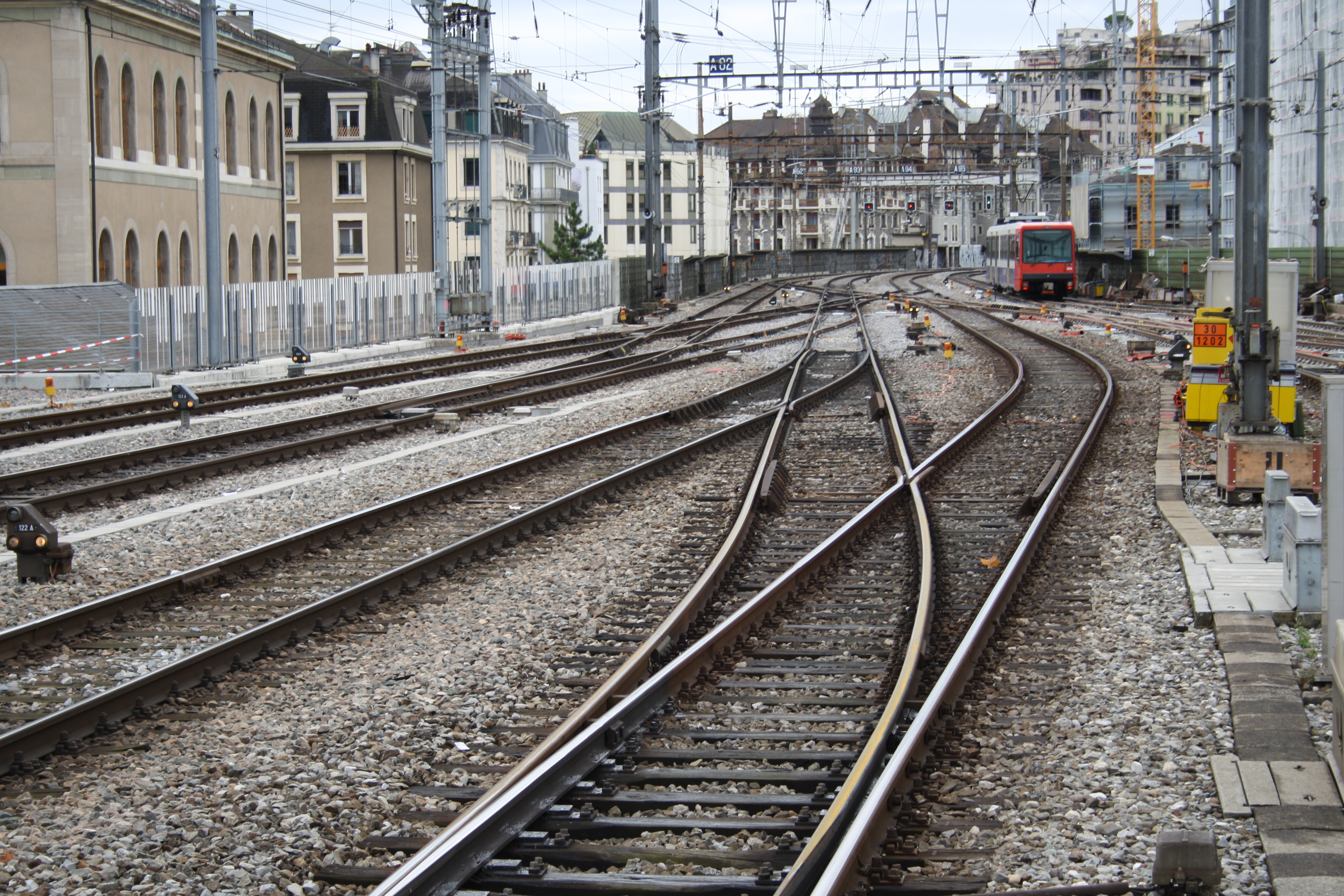
Streckenende am Bahnhof Genève-Cornavin mit ausfahrendem SBB-Gleichstromtriebwagen, 2009

Der Abschnitt Genf–La Plaine ging am 1. Januar 1913 aufgrund eines französisch-schweizerischen Übereinkommens an die SBB über. Die SBB sind seither dort für den Regionalverkehr zuständig. Der Fernverkehr blieb in der Verantwortung der PLM beziehungsweise der SNCF.

### Elektrifizierung
1945 planten die SBB, den Schweizer Streckenabschnitt mit ihrem Stromsystem 15 kV und 16⅔ Hz zu elektrifizieren. Nach der Befreiung Frankreichs äusserten die SNCF die Absicht, ihren Abschnitt auch elektrisch zu betreiben. Man einigte sich, das französische 1500-Volt-Gleichstromsystem bis nach Genf durchzuziehen.
Auf dem ersten Teilstück, Lyon-Perrache–Lyon-Saint-Clair, wurde der elektrische Betrieb am 14. Dezember 1952 aufgenommen. Zum 22. September 1953 wurde die Fahrleitung bis Culoz unter Spannung gesetzt, ehe bis 16. Dezember 1953 der Abschnitt bis Bellegarde elektrifiziert war. Das Schlussstück zwischen Bellegarde und Genf wurde bis zum 20. September 1956 elektrifiziert.

### Weitere Entwicklung
1980 wurde bei Culoz eine Umfahrungskurve gebaut, um für die Zugläufe Genf–Valence via Grenoble eine Direktverbindung ohne Spitzkehre in Culoz zu ermöglichen. Anfänglich diente diese Verbindung als Hauptverkehrsachse, in neuster Zeit wird der Verkehr zwischen Genf und Südfrankreich jedoch vermehrt mit Bedienung Lyons abgewickelt. Am 27. September 1981 wurde die Strecke erstmals mit TGV-Zügen bedient: Es verkehrten zwei tägliche Zugpaare zwischen Paris und Genf, welche die Strecke zwischen Genf und Ambérieu nutzten und danach über die Zweigstrecke nach Bourg-en-Bresse–Mâcon auf die Strecke Paris–Marseille gelangten. Am 12. Mai 1983 wurde der Bahnhof Lyon-Brotteaux stillgelegt. Einen Tag später wurde er durch den neuen Bahnhof Lyon-Part Dieu ersetzt, der dem bisherigen Hauptbahnhof Perrache langsam den Rang als wichtigster Bahnhof der Stadt abläuft. Im Mai 1987 wurde mit der Verlängerung der SBB-Wechselstromstrecke aus Lausanne zum Flughafen Genf der Abschnitt zwischen Cornavin und der neuen Dienststation La Châtelaine dreigleisig ausgebaut. Die neue Strecke übernahm die alte, oberirdische Strecke nach Lyon, welche nun einspurig durch einen Tunnel geführt wird. Seit der Reaktivierung der Bahnstrecke Bourg-en-Bresse–Bellegarde im Dezember 2010 fahren die TGV der Relation Genf–Paris ab Bellegarde über diese bis Bourg-en-Bresse, um dort an die Linie nach Mâcon anzuschliessen. Dies bedeutet eine Verkürzung der Fahrzeit zwischen Genf und Paris um bis zu zwanzig Minuten. Die Schweiz hat sich an den Reaktivierungs- und Umbaumassnahmen mit 110 Millionen Euro beteiligt.
Die Haltestelle »Cointrin« wurde per Fahrplanwechsel am 11. Dezember 2011 in »Vernier« umbenannt, der westlich davon gelegene Bahnhof »Vernier-Meyrin« in »Meyrin«. Diese Umbenennung erfolgte auf Antrag des Kantons Genf, welcher auch die Kosten dafür übernahm. Damit wird die Verwechslung mit dem nahen Flughafen Genf – dessen alter Name Aéroport de Genève-Cointrin lautet – minimiert, dessen Name Bahnhof Genève Aéroport lautet.

### Umstellung der Fahrleitungsspannung auf 25kV bei 50Hz
Auf Schweizer Seite wurden von Anfang 2013 bis September 2013 neue Fahrleitungsmasten mit Auslegern aufgestellt. In Bellegarde begannen die Umbauarbeiten an der Fahrleitung im September 2013. Ein neues Unterwerk entstand bei Verbois, es versorgt die gesamte Strecke von Genf bis nach Longeray mit Strom. Weitere Arbeiten betrafen das Signalsystem; auf Schweizer Seite ist ein automatischer Streckenblock mit Spurwechselbetrieb vorhanden, auf französischer Seite der Block automatique lumineux (BAL).
Zwischen dem 15. Juli und dem 24. August 2014 war der Streckenabschnitt von Longeray bis nach Genf-Cornavin für den Zugsverkehr gesperrt. Während dieser Zeit wurde die Strecke umgebaut, und seit dem 25. August 2014 wird sie mit einer Oberleitungsspannung von 25 kV und 50 Hz betrieben. Die Systemgrenze zur Gleichspannung mit 1500 V befindet sich seither hinter dem Bahnhof Bellegarde Richtung Lyon bei km 130,2. Die Systemgrenzen Richtung Haut-Bugey und Hochsavoyen sind entfallen.
Ausserdem können Züge von und nach Frankreich seit Dezember 2015 auch das Gleis vom Flughafen ab der Abzweigung Châtelaine nutzen. Dazu wurden drei zwischen 15 und 25 kV umschaltbare Blockabschnitte eingerichtet. Sie erlauben es, auf demselben Gleis im Blockabstand Züge verkehren zu lassen, auch wenn sie unterschiedliche Spannungen benötigen. Dadurch sollen die Fahrplanstabilität sowie die Kapazität erhöht werden.

## Betrieb
Die Betriebsführung (Infrastruktur) auf Schweizer Gebiet obliegt den SBB, auf französischem Gebiet der SNCF. Der Verkehr wird hauptsächlich durch die SNCF durchgeführt, SBB-Züge der Léman-Express-Linie L6 verkehren bis Bellegarde.

### SBB
Die SBB beschafften 1956/57 zwei Gleichstrom-Pendelzüge BDe 4/4 II - ABt für den Regionalverkehr. 1994 wurden diese durch fünf Leichttriebwagen des Typs Bem 550 ersetzt, welche von den Triebwagen der Linie m1 der Métro Lausanne abgeleitet sind. Mit dem neuen Rollmaterial wurde der Halbstundentakt zwischen Genf und La Plaine unter dem Namen Rhône Express Régional eingeführt, seit 2001 teilweise bis Bellegarde verlängert. Durch die Fahrplanverdichtung und -ausweitung reichten die fünf Triebwagen nicht mehr, und es wurden zunächst Fahrzeuge von der SNCF angemietet, danach drei FLIRT-Triebzüge RABe 524 von TILO eingesetzt.
Seit der Umstellung auf Wechselspannung setzen die SBB FLIRT France RABe 522 ein, ausserdem vereinzelt die Zweifrequenz-NPZ RBDe 562.

### SNCF
Die SNCF nutzt die Strecke in diversen Relationen im Regional- und Fernverkehr:
TGV
Die Strecke wird von den TGV-Relationen Paris–Genf (zwischen Bellegarde und Genf) und Marseille/Montpellier–Genf (zwischen Lyon-Part Dieu und Genf) befahren. Alle Züge halten auch in Bellegarde. Die TGV-Verbindung zwischen Paris und Mailand nutzt die Strecke nicht mehr, sondern verkehrt über eine Verbindungsstrecke zwischen dem Bahnhof Lyon-Saint-Exupéry TGV und Chambéry.
TER
Die TER Rhône-Alpes verkehrt in diversen Relationen über die Strecke. Zwischen Lyon-Part Dieu und Genf verkehren Regionalexpress-Züge mit Zwischenhalten in Bellegarde, Seyssel, Culoz, Virieu und Ambérieu. Von Lyon aus verkehrt sie noch nach Saint-Gervais-les-Bains und Évian-les-Bains. Zwischen Genf und Lyon-Perrache verkehren nur noch wenige durchgehende Züge, überwiegend muss im Bahnhof Lyon-Part-Dieu umgestiegen werden.